# Klon tatarski
Klon tatarski (Acer tataricum) – gatunek drzewa z rodziny mydleńcowatych (Sapindaceae). W obrębie rodzaju klasyfikowany do sekcji Ginnala. Występuje naturalnie w centralnej i południowo-wschodniej Europie oraz w południowo-zachodniej Azji. Można go znaleźć od wschodniej Austrii, poprzez południowo-zachodnią Rosję, po Kaukaz i południową Turcję.

## Morfologia
PokrójDrzewo dorasta do wysokości 4-12 m, a średnica pnia dochodzi do 20–50 cm. Jest odporny na mrozy.
LiścieLiście są bardzo zmienne do 10 cm długości. Mają jajowaty kształt. Są zaokrąglone lub sercowate u nasady. Na brzegu podwójnie piłkowane, ale nieregularnie. Czasami za słabo zaznaczonymi klapami. Liście są owłosione, lecz starsze stają się nagie. Mają kolor zielony, a na jesień zmieniają barwę na żółtą bądź czerwoną.
KwiatyZaczyna kwitnąć od piątego roku życia. Kwiaty są pachnące, zielonawe i białe w wyprostowanych wiechach. Skrzydlaki ustawione równolegle, czasami nawet nachodzą na siebie. Mają kolor zielonawy, następnie czerwone, a po dojrzeniu są brązowe.

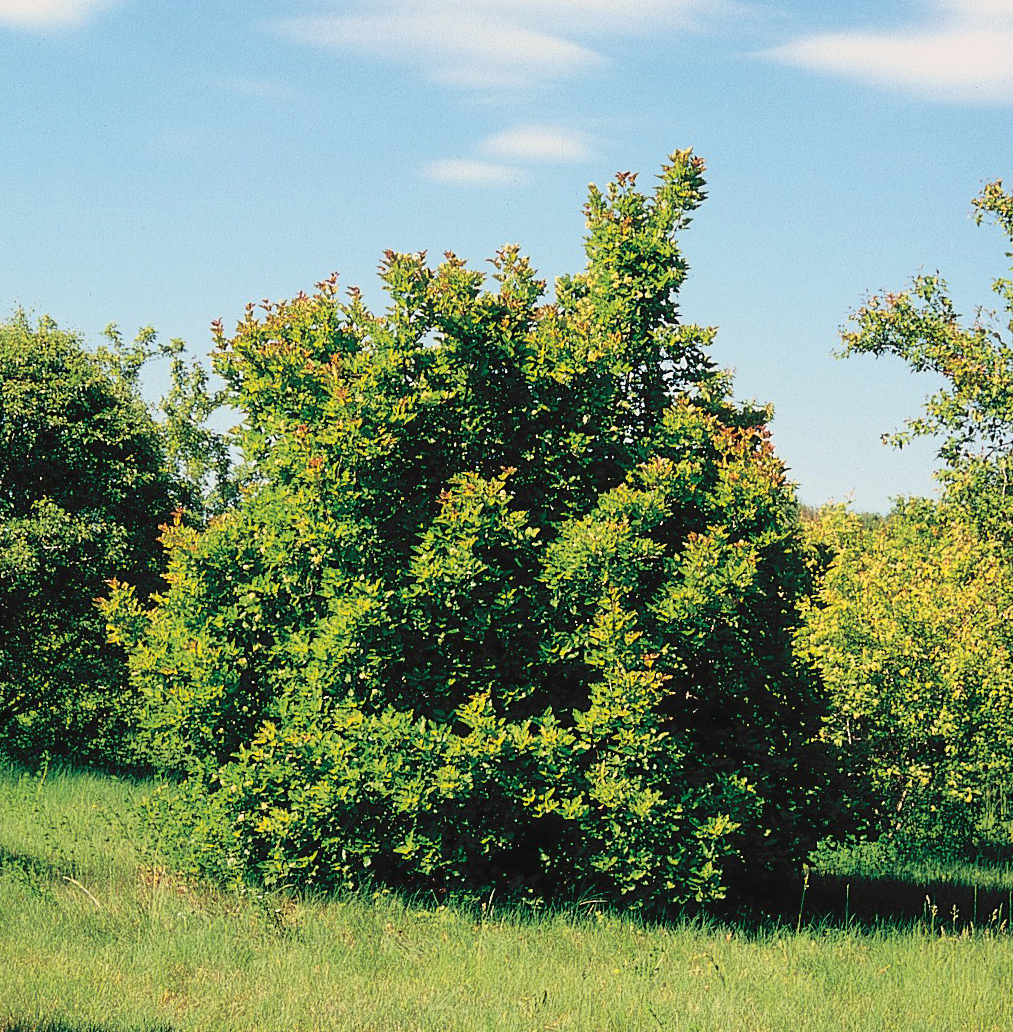
Pokrój
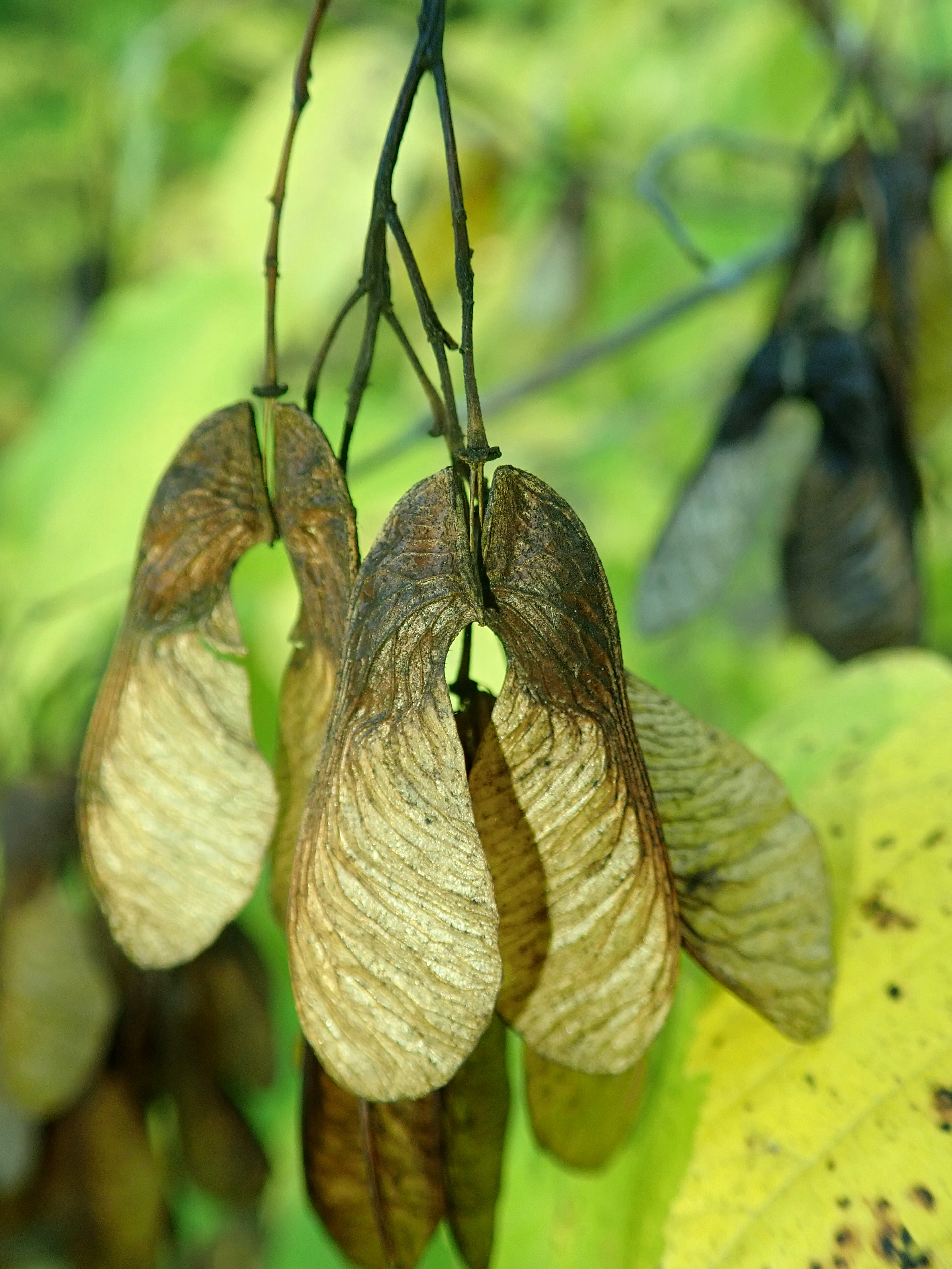
Owoce skrzydlaki jesienią

## Wymagania
Drzewo rośnie najlepiej w miejscach słonecznych. Wymaga gleby żyznej, świeżej, umiarkowanie próchnicznej o odczynie pH zbliżonym do obojętnego. Klon tatarski jest rośliną odporną na suszę i mróz (strefa mrozoodporności 4).